# Lonchaea peregrina
Lonchaea peregrina är en tvåvingeart som beskrevs av Becker 1895. Lonchaea peregrina ingår i släktet Lonchaea och familjen stjärtflugor. Arten är reproducerande i Sverige. Inga underarter finns listade i Catalogue of Life.